# Chitala blanci
El pez cuchillo payaso, navaja payaso, navaja chitala, cuchillo ocelado, cuchillo ornado o pez pluma payaso  (Chitala blanci), es una especie de pez en la familia Notopteridae endémica de la cuenca del Mekong
Fue descrito por primera vez por Hamilton en 1822, y puede alcanzar un máximo de 155 mm.
Respecto al estado de conservación, se puede indicar que de acuerdo a la IUCN, esta especie puede catalogarse en la categoría de «casi amenazados (NT o LR/nt)», debido principalmente a la «alteración del hábitat provocada por las represas y el desarrollo de otras infraestructuras en el Mekong y sus grandes afluentes».